# Борго сан Паоло
Борго сан Паоло е първата производствена сграда на италианския автомобилен производител Ланча.
Заводът Борго сан Паоло е построен в Торино, Италия, днес разположен на улица „Ланча“ (тогава улица „Монгиневро“ 99). През 1911 г. Ранният завод е разделен като отделен цех за машини, монтаж и отдел на двигателя и не е в състояние за постигане на конкурентно високи нива на производство (производството се е увеличавало от 131 автомобила през 1908 г. до едва 258 през 1910 г.). Разположен е на площ от 66.000 квадратни километра. В него се произвеждат първите спортни, товарни и леки автомобили на производителя. В заводът се произвежда и военна техника, и поради това е бомбардиран през 1942 и 1943-та..
- Борго сан Паоло и небостъргач Ланча